# كعكة سيخ

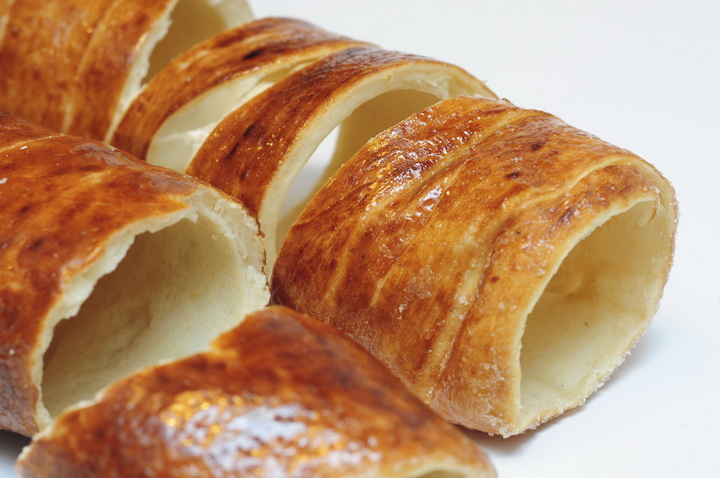
كعكة المدخنة

كعكة السيخ (بالإنجليزية: Spit cake)‏ هي كعكة على الطراز الأوربي مصنوعة من طبقات من العجين أو الخليط المودعة واحدة تلو الأخرى على سيخٍ دائري أسطواني مدبب. تُخبز العجينة على نار مكشوفة أو فرن خاص أو مشواة. بشكل عام ، ترتبط كعكات السيخ بالاحتفالات مثل حفلات الزفاف وعيد الميلاد. يمكن غمس السيخ في عجينة رقيقة أو يمكن سكب العجين أو دحرجته على السيخ.
ربما نشأت مجموعة الكعك هذه في العصر الكلاسيكي ، نحو 400 قبل الميلاد عندما جرى تحضير كعكات كبيرة مماثلة على السيخ لأعياد ديونيسوس. يصف الكاتب اليوناني القديم أثينيوس (نحو 170 - 230 ) بعض أنواع الخبز والكعك والمعجنات المتوفرة في العصور الكلاسيكية. من بين أنواع الخبز المذكورة كعك الشواء وخبز العسل والزيت وأرغفة على شكل فطر مغطاة ببذور الخشخاش والتخصص العسكري لللفائف المخبوزة على السيخ.

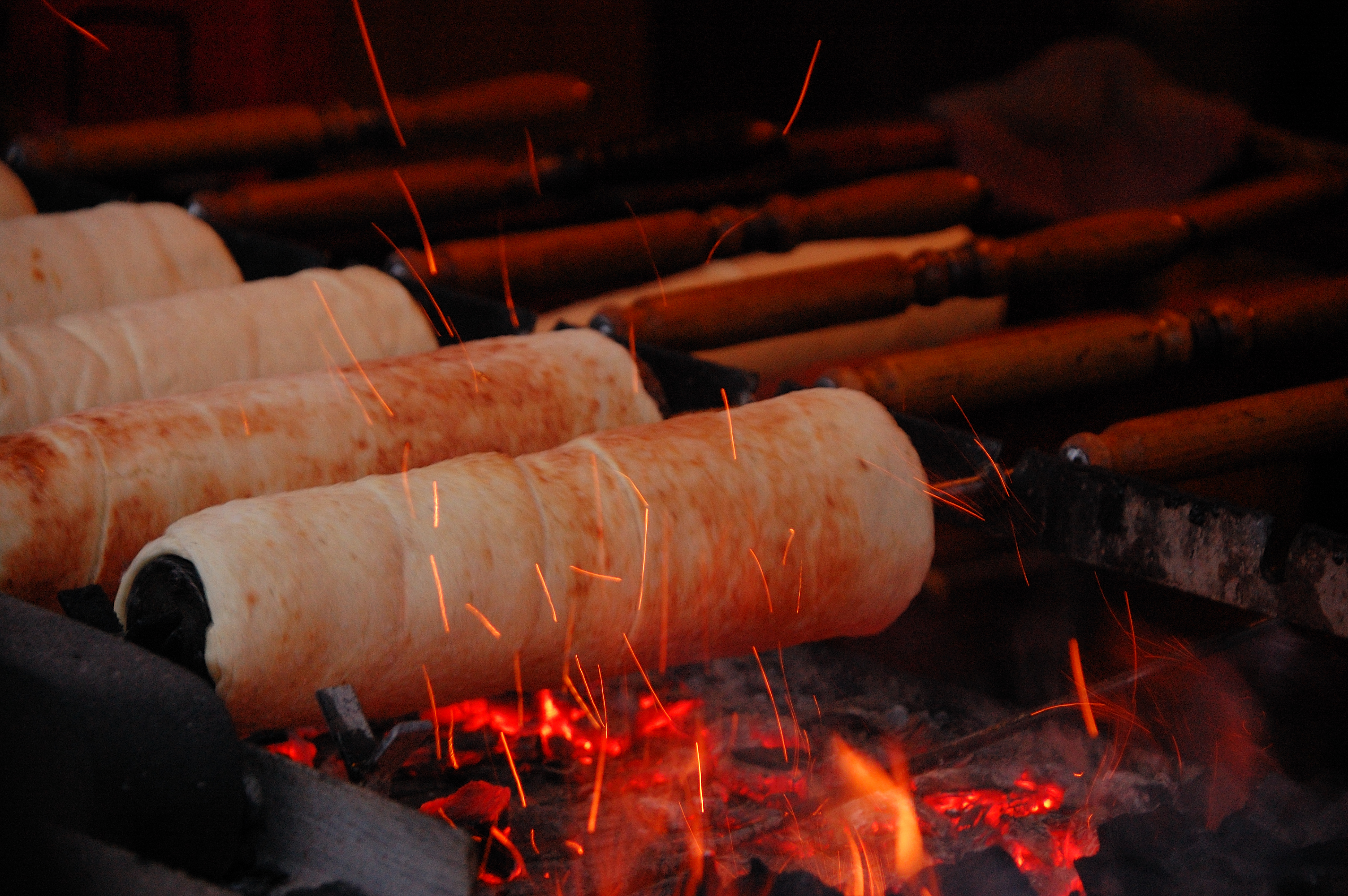
الطريقة التقليدية لشي بعض الكعكات باستخدام الفحم

أصناف كعك السيخ
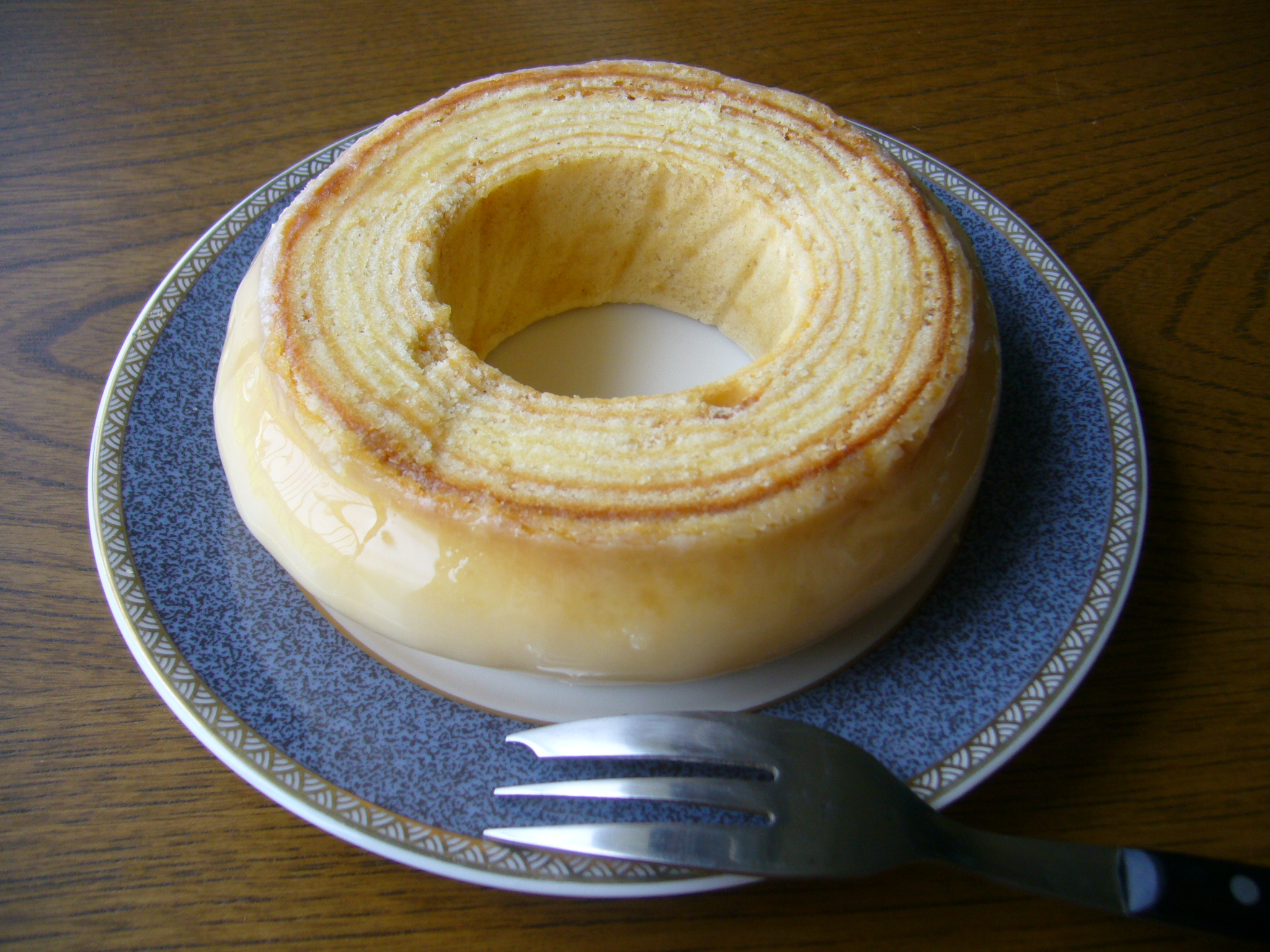
كعكة الشجرة متعدد الطبقات
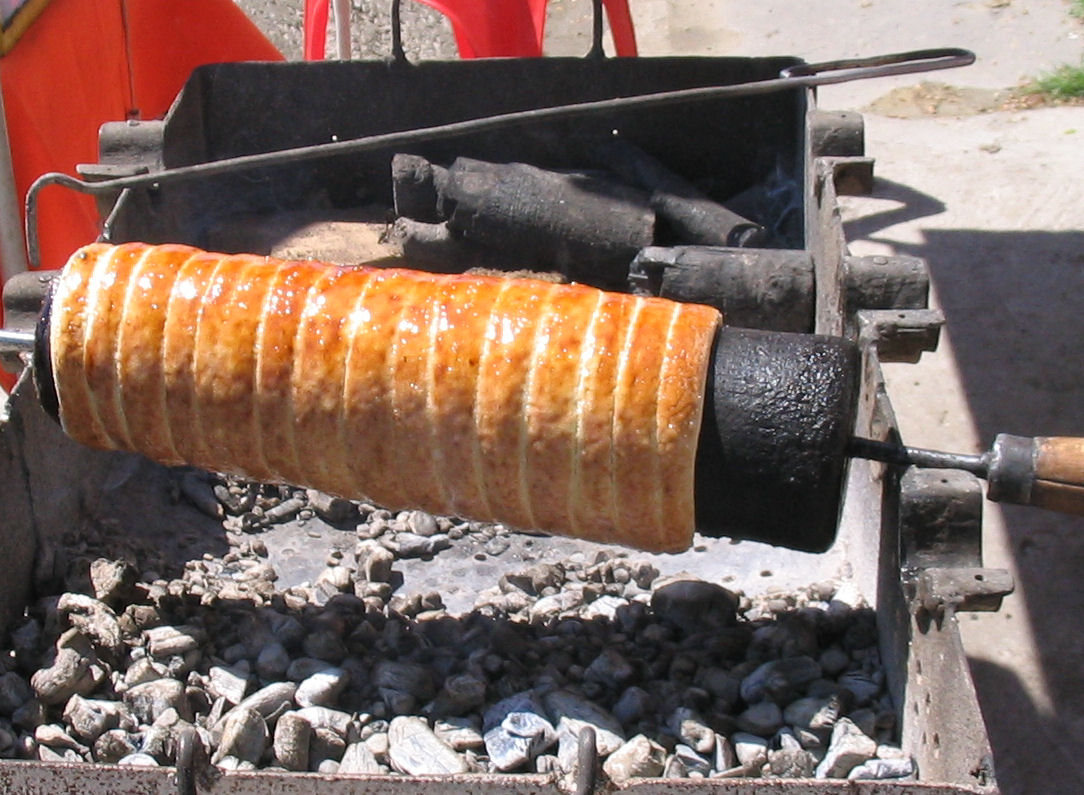
يضفي الفحم مذاقًا مميزًا على الكعكة
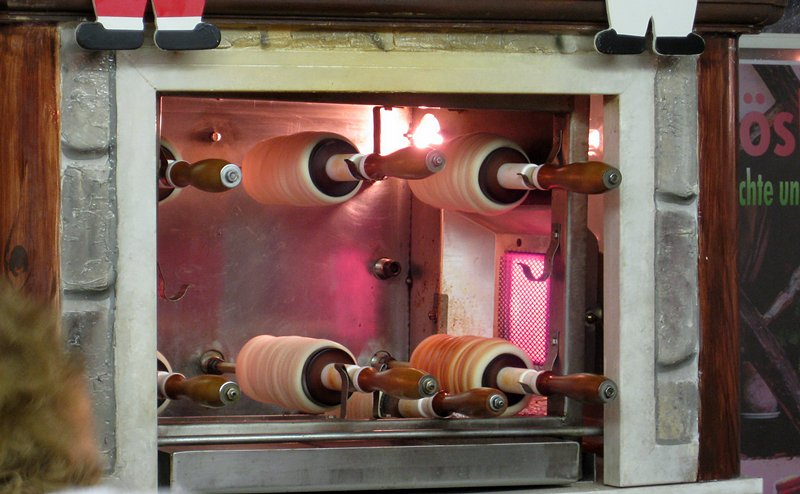
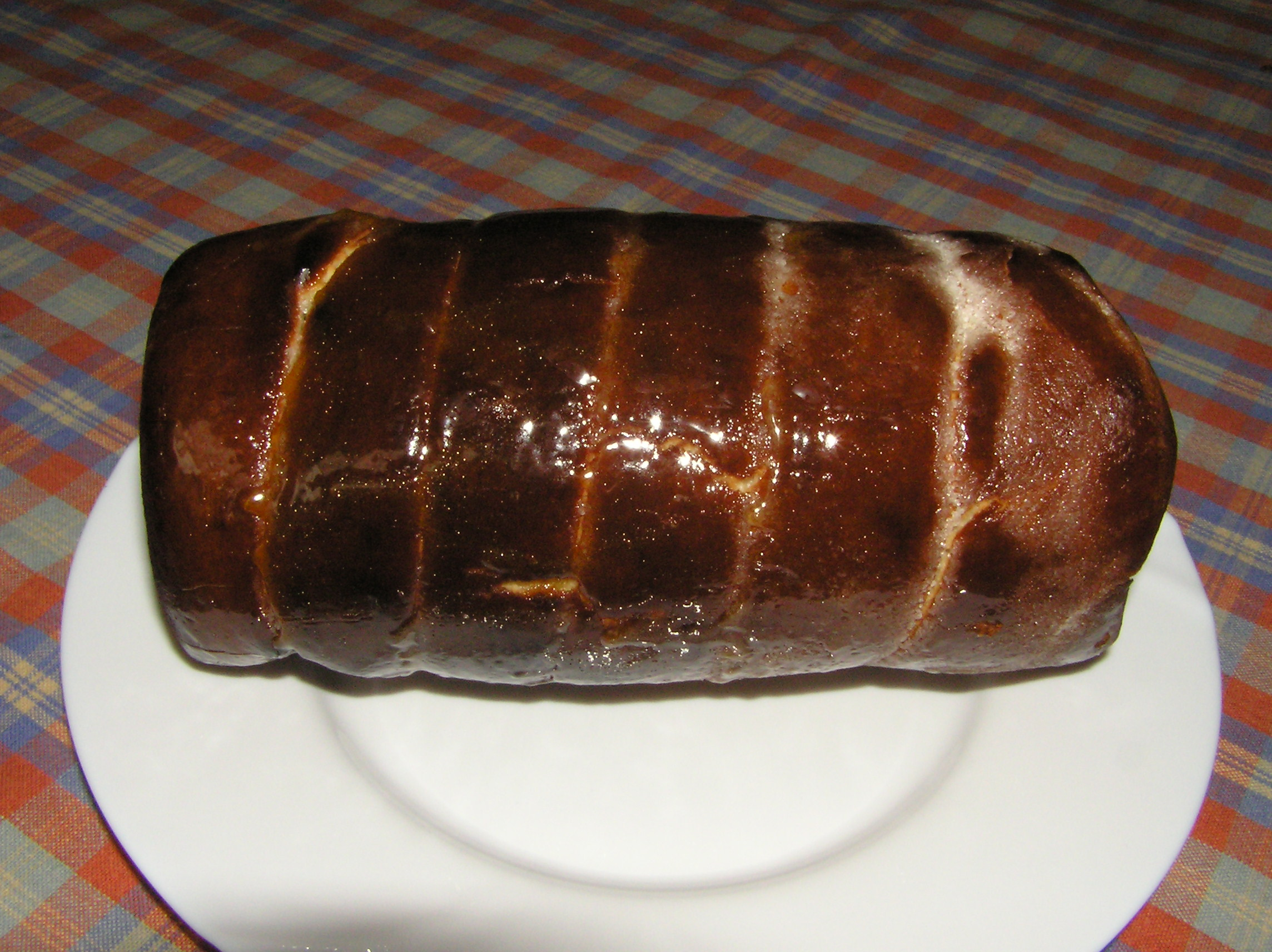
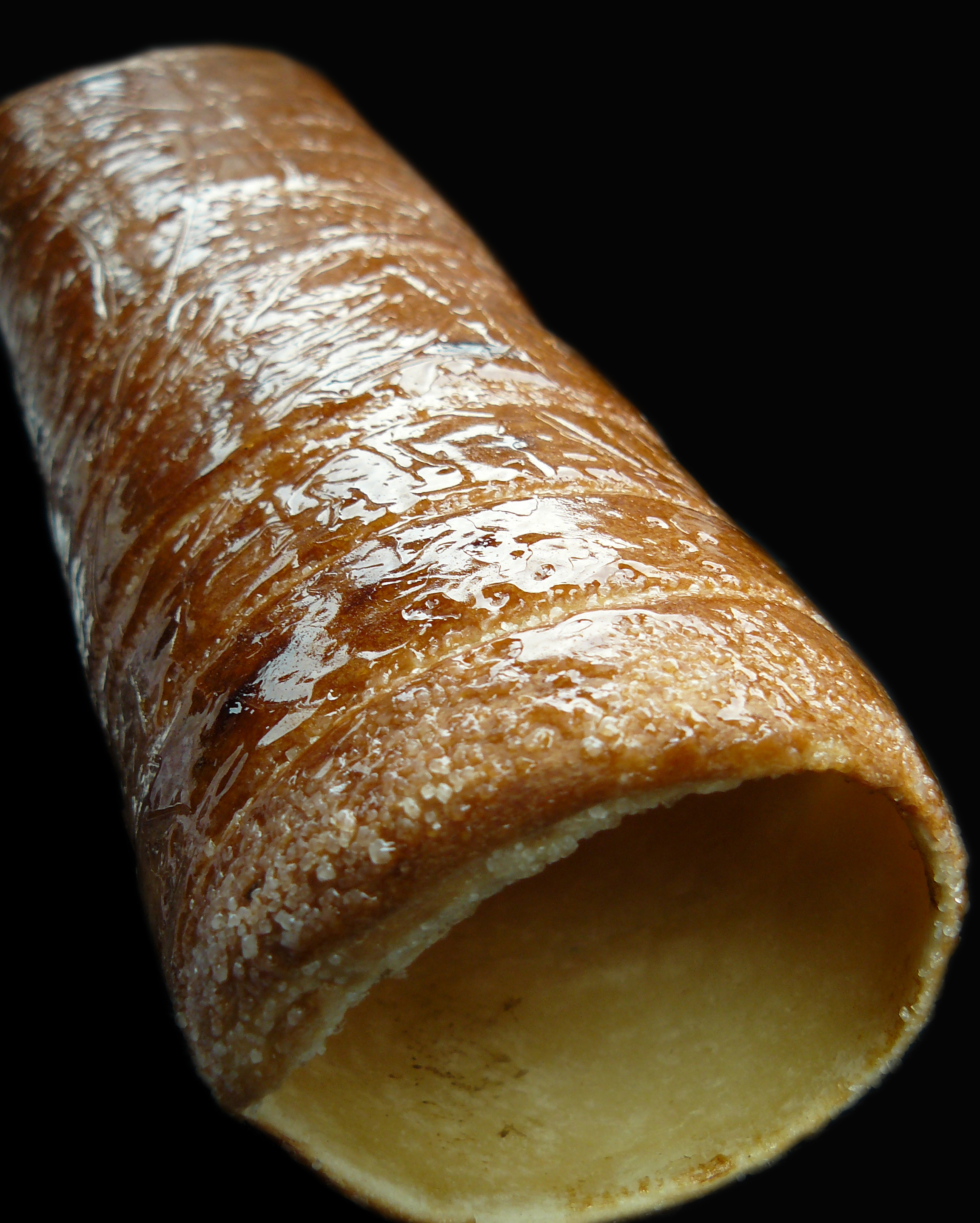
كعكة المدخنة
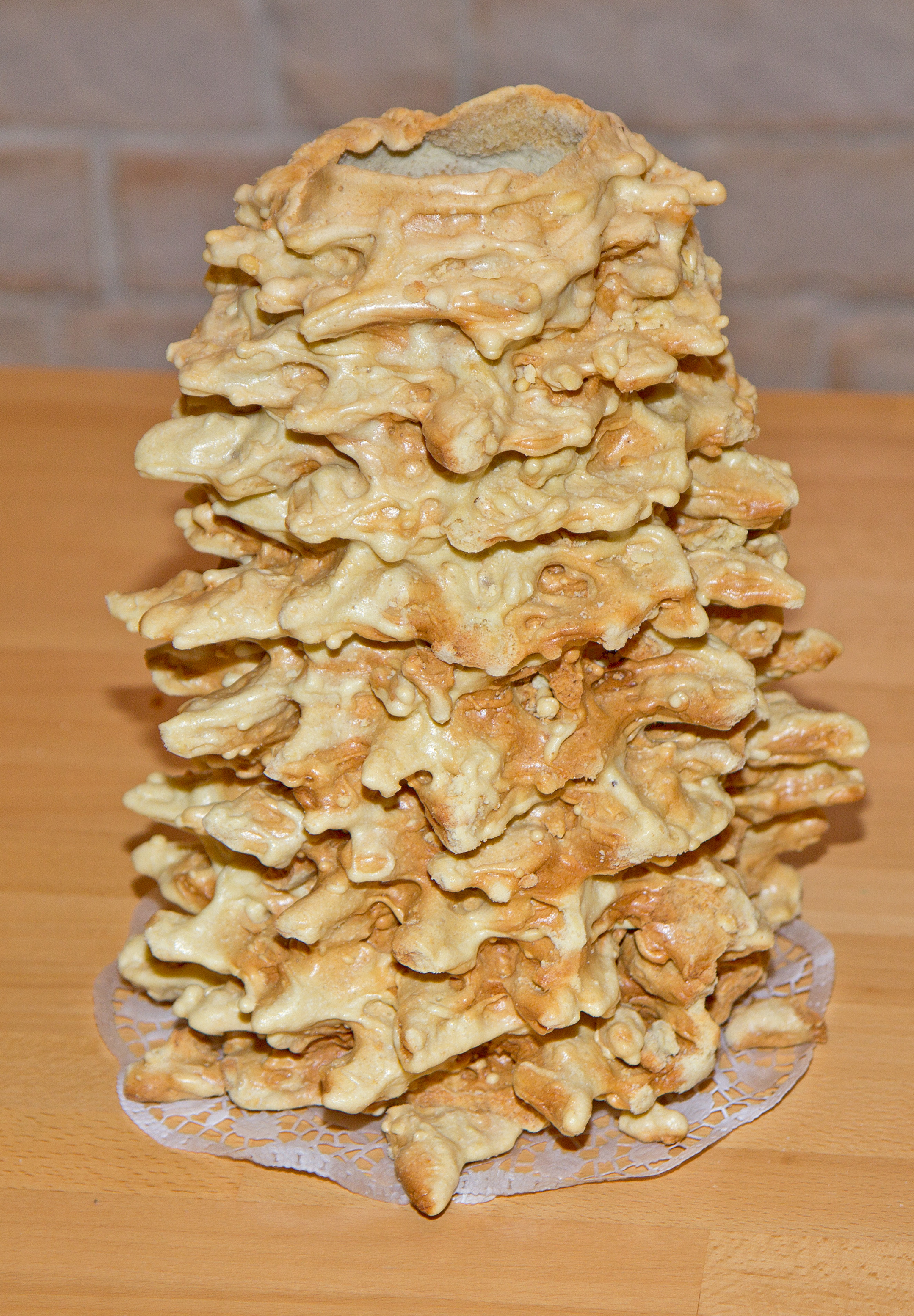
شكوتس
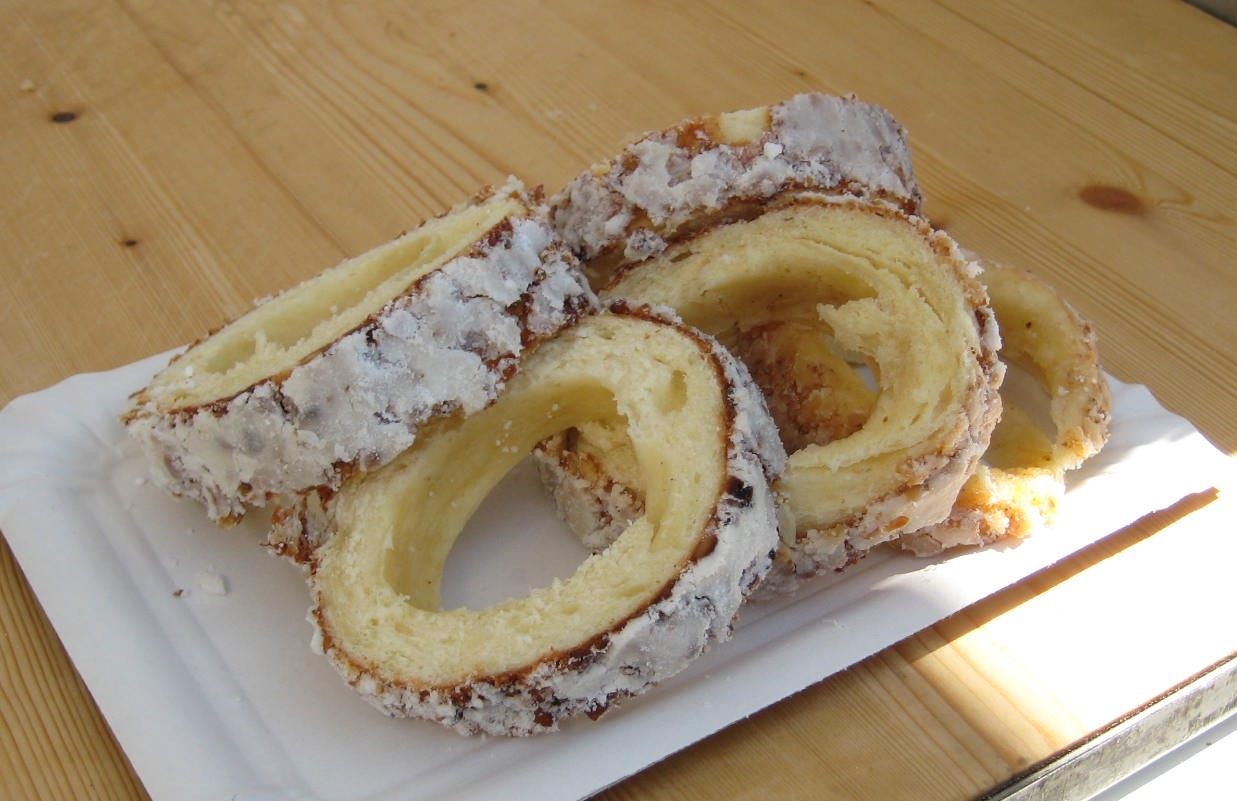
شرائح ترديلنيك
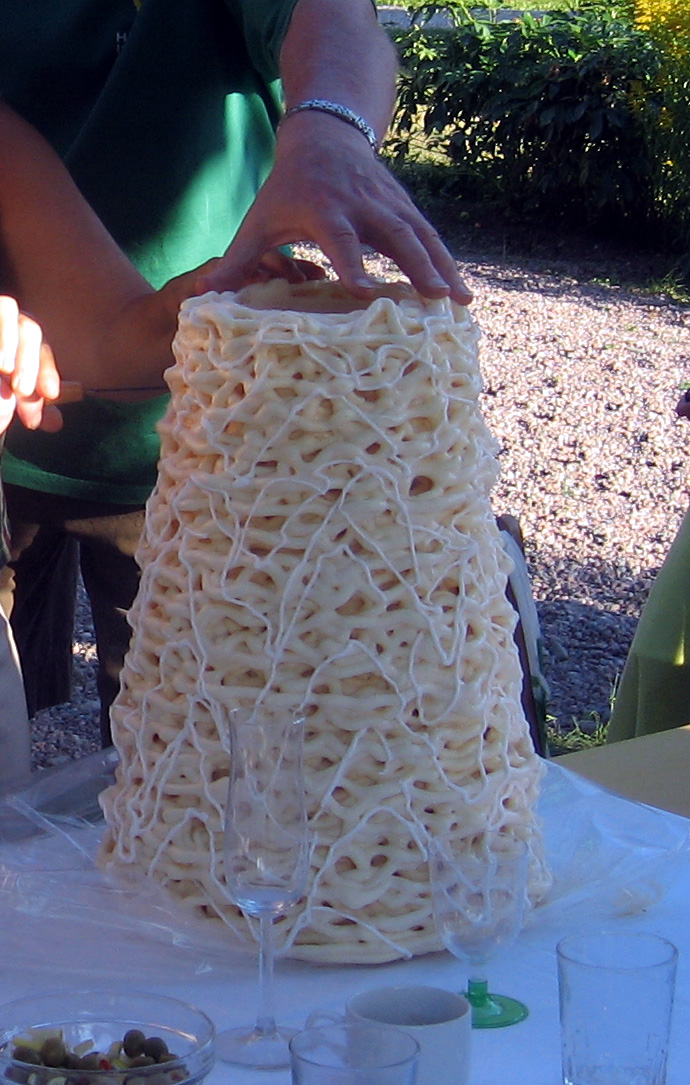